# Norbert Nagy
Norbert Nagy (Hajdúnánás, 28 giugno 1969 – Szombathely, 9 maggio 2003) è stato un calciatore ungherese, di ruolo difensore.

## Palmarès

### Club

#### Competizioni nazionali
- Campionato ungherese: 1

Ferencváros: 2000-2001